# Conradin Kreutzer
Conradin Kreutzer, właśc. Conrad Kreutzer (ur. 22 listopada 1780 w Meßkirch, zm. 14 grudnia 1849 w Rydze) – niemiecki kompozytor i dyrygent.

## Życiorys
Początkowo kształcił się u Johanna Baptisty Riegera, chórmistrza w Meßkirch. Następnie kontynuował edukację przy klasztorze benedyktynów w Zwiefalten, gdzie uczył się teorii muzyki i gry na organach u Ernsta Weinraucha. W latach 1799−1800 studiował prawo na uniwersytecie we Fryburgu, później poświęcił się jednak wyłącznie muzyce. W 1799 roku zmienił swoje imię z Conrad na Conradin. Wiele podróżował, od 1804 roku przebywał w Wiedniu, gdzie poznał Josepha Haydna i przypuszczalnie był uczniem Johanna Georga Albrechtsbergera. W latach 1812−1816 piastował stanowiska kapelmistrza dworskiego w Stuttgarcie, następnie w latach 1818−1822 był kapelmistrzem na dworze księcia Carla Egona w Donaueschingen. Od 1822 do 1827 i ponownie od 1829 do 1832 roku był kapelmistrzem Theater am Kärntnertor w Wiedniu. W latach 1827−1829 przebywał w Paryżu. Od 1833 do 1835 roku był kapelmistrzem wiedeńskiego Theater in der Josefstadt. W 1840 roku wyjechał z Wiednia, w latach 1840−1842 pełnił funkcję generalnego dyrektora muzycznego w Kolonii.
Jego córki Cecylia i Maria były śpiewaczkami, Kreutzer często towarzyszył im w podróżach koncertowych.

## Twórczość
Muzyka Kreutzera cechuje się prostotą, melodyjnością i melancholią. Brak jej jednak znamion oryginalności. Skomponował m.in. kilka oratoriów, mszy i kantat, 2 balety, 3 koncerty fortepianowe, liczne utwory kameralne i fortepianowe. Napisał przeszło 40 oper, w swoim czasie cieszących się sporą popularnością, po śmierci kompozytora nie utrzymały się one jednak długo w repertuarze. Sukces odniosły natomiast jego pieśni, wykonywane do dzisiaj w Niemczech i Austrii.